# 蒲隧之战
蒲隧之战，公元前526年（周景王十九年，鲁昭公十六年，齐景公二十二年），齐国率军进攻徐国的作战。
前526年春，齐景公率军攻伐淮河、泗河之间的徐国。二月十四日，齐军到达蒲隧（今江苏省睢宁县西南）。徐国求和，徐国国君和郯国人、莒国人会见齐景公，在蒲隧结盟，送给齐景公甲父之鼎。鲁国的叔孙昭子说：“诸侯没有霸主，对小国是危险！齐君无道，兴兵攻伐远方国家，而会见缔约而回，没人能抵御，就是由于没有霸主！正如《诗》曰：‘宗周既灭，靡所止戾。正大夫离居，莫知我肄’。”